# Steve Corkin
Stephen Donald „Steve” Corkin (ur. 3 listopada 1963 w New Plymouth) – nowozelandzki judoka. Dwukrotny olimpijczyk. Zajął siedemnaste miejsce w Barcelonie 1992 i dziewiąte w Atlancie 1996. Walczył w wadze lekkiej.
Uczestnik mistrzostw świata w 1987, 1991 i 1995. Startował w Pucharze Świata w 1995 i 1996. Zdobył cztery medale na mistrzostwach Oceanii w latach 1985-1994.

## Letnie Igrzyska Olimpijskie 1992
| Konkurencja | Eliminacje         | Repasaże            | Klas. końcowa |
| Konkurencja | Przeciwnik I       | Przeciwnik I        | Miejsce       |
| ----------- | ------------------ | ------------------- | ------------- |
| -71 kg      | Chung Hoon (KOR) P | Malick Seck (SEN) P | 17.           |

## Letnie Igrzyska Olimpijskie 1996
| Konkurencja | Eliminacje               | Eliminacje            | Eliminacje                | Repasaże                    | Klas. końcowa |
| Konkurencja | Przeciwnik I             | Przeciwnik II         | Przeciwnik III            | Przeciwnik I                | Miejsce       |
| ----------- | ------------------------ | --------------------- | ------------------------- | --------------------------- | ------------- |
| -71 kg      | Huang Chien-lung (TPE) Z | Andrei Golban (MDA) Z | Sebastian Pereira (BRA) P | Christophe Gagliano (FRA) P | 9.            |